# Saison 1 de Phinéas et Ferb
 (octobre 2019).
Si vous disposez d'ouvrages ou d'articles de référence ou si vous connaissez des sites web de qualité traitant du thème abordé ici, merci de compléter l'article en donnant les références utiles à sa vérifiabilité et en les liant à la section « Notes et références ».
La première saison de Phinéas et Ferb était diffusé entre le 17 août 2007 et le 18 février 2009 sur Disney Channel.

## Synopsis
La série se déroule sur Phinéas et Ferb, les membres de la famille Flynn-Fletcher, qui vivent avec Candice, la cousine de Stacy.

## Épisode 1:Les montagnes russes
- Titre original : Rollercoaster
- Code de production : 1A
- Histoire : Dan Povenmire
- Écrit par : Martin Olson
- Storyboard : Jeff "Swampy" Marsh
- Réalisé par : Dan Povenmire et Jeff "Swampy" Marsh
- États-Unis : 17 août 2007 sur Disney Channel
- France : 1er février 2008 sur Disney Channel France
- Canada : 28 septembre 2007 sur Family Channel

## Épisode 2:Candice perd la tête
- Titre original : Candace Loses her Head
- Code de production : 1B
- Histoire : Dan Povenmire
- Écrit par : Martin Olson
- Storyboard : Jeff "Swampy" Marsh
- Réalisé par : Dan Povenmire et Jeff "Swampy" Marsh
- États-Unis : 28 septembre 2007 sur Disney Channel
- France : 1er février 2008 sur Disney Channel France
- Canada : 28 septembre 2007 sur Family Channel

## Épisode 3:La prochaine star
- Titre original : Flop Starz
- Code de production : 5B
- Histoire : Jennifer Keene
- Écrit par : Ian Worrel
- Storyboard : Cheyenne Worrelle
- Réalisé par : Jeff "Swampy" Marsh
- États-Unis : 1er février 2008 sur Disney Channel
- France : 5 février 2008 sur Disney Channel France
- Canada : 11 février 2008 sur Family Channel

## Épisode 4:Missiles de plage, nains de jardin
- Titre original : Lawn Gnome Beach Party of Terror
- Code de production : 3B
- Histoire : Dan Povenmire
- Écrit par : Martin Olson
- Storyboard : Jeff "Swampy" Marsh
- Réalisé par : Dan Povenmire et Jeff "Swampy" Marsh
- États-Unis : 2 février 2008 sur Disney Channel
- France : 3 février 2008 sur Disney Channel France
- Canada : 12 février 2008 sur Family Channel

## Épisode 5:Cherche momie désespérément
- Titre original : Are You My Mummy?
- Code de production : 5A
- Histoire : Dan Povenmire
- Écrit par : Martin Olson
- Storyboard : Jeff "Swampy" Marsh
- Réalisé par : Dan Povenmire et Jeff "Swampy" Marsh
- États-Unis : 3 février 2008 sur Disney Channel
- France : 7 février 2008 sur Disney Channel France
- Canada : 13 février 2008 sur Family Channel

## Épisode 6:Allergic'cirque
- Titre original : Jerk de Soleil
- Code de production : 5B
- Histoire : Jennifer Keene
- Écrit par : Ian Worrel
- Storyboard : Cheyenne Worrelle
- Réalisé par : Jeff "Swampy" Marsh
- États-Unis : 4 février 2008 sur Disney Channel
- France : 6 février 2008 sur Disney Channel France
- Canada : 14 février 2008 sur Family Channel

## Épisode 7:La neige en été
- Titre original : S'Winter
- Code de production : 5A
- Histoire : Dan Povenmire
- Écrit par : Martin Olson
- Storyboard : Jeff "Swampy" Marsh
- Réalisé par : Dan Povenmire et Jeff "Swampy" Marsh
- États-Unis : 5 février 2008 sur Disney Channel
- France : 8 février 2008 sur Disney Channel France
- Canada : 15 février 2008 sur Family Channel

## Épisode 8:Le passage secret
- Titre original : Ready for the Bettys
- Code de production : 5B
- Histoire : Jennifer Keene
- Écrit par : Ian Worrel
- Storyboard : Cheyenne Worrelle
- Réalisé par : Jeff "Swampy" Marsh
- États-Unis : 6 février 2008 sur Disney Channel
- France : 9 février 2008 sur Disney Channel France
- Canada : 16 février 2008 sur Family Channel

## Épisode 9:Ennemis pour la vie
- Titre original : It's About Time
- Code de production : 5A
- Histoire : Mike Rianda
- Écrit par : John Aoshima
- Storyboard : Michael B. Singleton
- Réalisé par : Cheyenne Worrelle
- États-Unis : 7 février 2008 sur Disney Channel
- France : 11 février 2008 sur Disney Channel France
- Canada : 17 février 2008 sur Family Channel

## Épisode 10:La ballade de la vieille barbe
- Titre original : The Ballad of Badbeard
- Code de production : 5B
- Histoire : Jennifer Keene
- Écrit par : Ian Worrel
- Storyboard : Cheyenne Worrelle
- Réalisé par : Jeff "Swampy" Marsh
- États-Unis : 8 février 2008 sur Disney Channel
- France : 15 février 2008 sur Disney Channel France
- Canada : 18 février 2008 sur Family Channel

## Épisode 11:Tout le monde aime Roger
- Titre original : Tree to Get Ready
- Code de production : 5A
- Histoire : Dan Povenmire
- Écrit par : Martin Olson
- Storyboard : Jeff "Swampy" Marsh
- Réalisé par : Dan Povenmire et Jeff "Swampy" Marsh
- États-Unis : 9 février 2008 sur Disney Channel
- France : 12 février 2008 sur Disney Channel France
- Canada : 19 février 2008 sur Family Channel

## Épisode 12:Télé Irréalité!
- Titre original : Leave the Busting Us!
- Code de production : 5B
- Histoire : Jennifer Keene
- Écrit par : Ian Worrel
- Storyboard : Cheyenne Worrelle
- Réalisé par : Jeff "Swampy" Marsh
- États-Unis : 15 février 2008 sur Disney Channel
- France : 13 février 2008 sur Disney Channel France
- Canada : 22 février 2008 sur Family Channel

## Épisode 13:Le poissonier volant
- Titre original : The Flying Fishmonger
- Code de production : 5A
- Histoire : Dan Povenmire
- Écrit par : Martin Olson
- Storyboard : Jeff "Swampy" Marsh
- Réalisé par : Dan Povenmire et Jeff "Swampy" Marsh
- États-Unis : 17 février 2008 sur Disney Channel
- France : 16 février 2008 sur Disney Channel France
- Canada : 23 février 2008 sur Family Channel

## Épisode 14:La comète Kermillian
- Titre original : Comet Kermillian
- Code de production : 5B
- Histoire : Jennifer Keene
- Écrit par : Ian Worrel
- Storyboard : Cheyenne Worrelle
- Réalisé par : Jeff "Swampy" Marsh
- États-Unis : 22 février 2008 sur Disney Channel
- France : 17 février 2008 sur Disney Channel France
- Canada : 24 février 2008 sur Family Channel

## Épisode 15:Les héros de l'Ouest
- Titre original : The Magnificient Few
- Code de production : 5A
- Histoire : Dan Povenmire
- Écrit par : Martin Olson
- Storyboard : Jeff "Swampy" Marsh
- Réalisé par : Dan Povenmire et Jeff "Swampy" Marsh
- États-Unis : 23 février 2008 sur Disney Channel
- France : 18 février 2008 sur Disney Channel France
- Canada : 29 février 2008 sur Family Channel

## Épisode 16:Peur sur Danville!
- Titre original : One Good Scare Ought to Do It!
- Code de production : 5B
- Histoire : Jennifer Keene
- Écrit par : Ian Worrel
- Storyboard : Cheyenne Worrelle
- Réalisé par : Jeff "Swampy" Marsh
- États-Unis : 12 septembre 2008 sur Disney Channel
- France : 13 septembre 2008 sur Disney Channel France
- Canada : 15 septembre 2008 sur Family Channel

## Épisode 17:L'art et la manière
- Titre original : Oil on Candace
- Code de production : 5A
- Histoire : Dan Povenmire
- Écrit par : Martin Olson
- Storyboard : Jeff "Swampy" Marsh
- Réalisé par : Dan Povenmire et Jeff "Swampy" Marsh
- États-Unis : 3 octobre 2008 sur Disney Channel
- France : 5 octobre 2008 sur Disney Channel France
- Canada : 17 octobre 2008 sur Family Channel

## Épisode 18:Les Studios Phinéas et Ferb
- Titre original : Out of Toon
- Code de production : 5B
- Histoire : Jennifer Keene
- Écrit par : Ian Worrel
- Storyboard : Cheyenne Worrelle
- Réalisé par : Jeff "Swampy" Marsh
- États-Unis : 7 novembre 2008 sur Disney Channel
- France : 13 novembre 2008 sur Disney Channel France
- Canada : 17 novembre 2008 sur Family Channel

## Épisode 19:Vive Doofania!
- Titre original : Hail Doofania!
- Code de production : 5A
- Histoire : Prakash Topsy
- Écrit par : Kheyesqueki Prakashopsy
- Storyboard : Ian Worrel
- Réalisé par : Cheyenne Worelle
- États-Unis : 7 novembre 2008 sur Disney Channel
- France : 13 novembre 2008 sur Disney Channel France
- Canada : 19 novembre 2008 sur Family Channel

## Épisode 20:Lavage de cerveaux
- Titre original : Phineas and Ferb Get Busted!
- Code de production : 5A
- Histoire : Dan Povenmire
- Écrit par : Martin Olson
- Storyboard : Jeff "Swampy" Marsh
- Réalisé par : Dan Povenmire et Jeff "Swampy" Marsh
- États-Unis : 16 février 2009 sur Disney Channel
- France : 17 février 2009 sur Disney Channel France
- Canada : 18 février 2009 sur Family Channel

## Épisode 21:La fête de la science
- Titre original : Unfair Science Fair
- Code de production : 5B
- Histoire : Jennifer Keene
- Écrit par : Ian Worrel
- Storyboard : Cheyenne Worrelle
- Réalisé par : Jeff "Swampy" Marsh
- États-Unis : 17 février 2009 sur Disney Channel
- France : 18 février 2009 sur Disney Channel France
- Canada : 18 février 2009 sur Family Channel

## Épisode 22:La fête de la science (une autre histoire)
- Titre original : Unfair Science Fair Redux (Another Story)
- Code de production : 5A
- Histoire : Dan Povenmire
- Écrit par : Martin Olson
- Storyboard : Jeff "Swampy" Marsh
- Réalisé par : Dan Povenmire et Jeff "Swampy" Marsh
- États-Unis : 18 février 2009 sur Disney Channel
- France : 18 février 2009 sur Disney Channel France
- Canada : 18 février 2009 sur Family Channel